# Elizabeth Stafford (Lady of the Bedchamber)

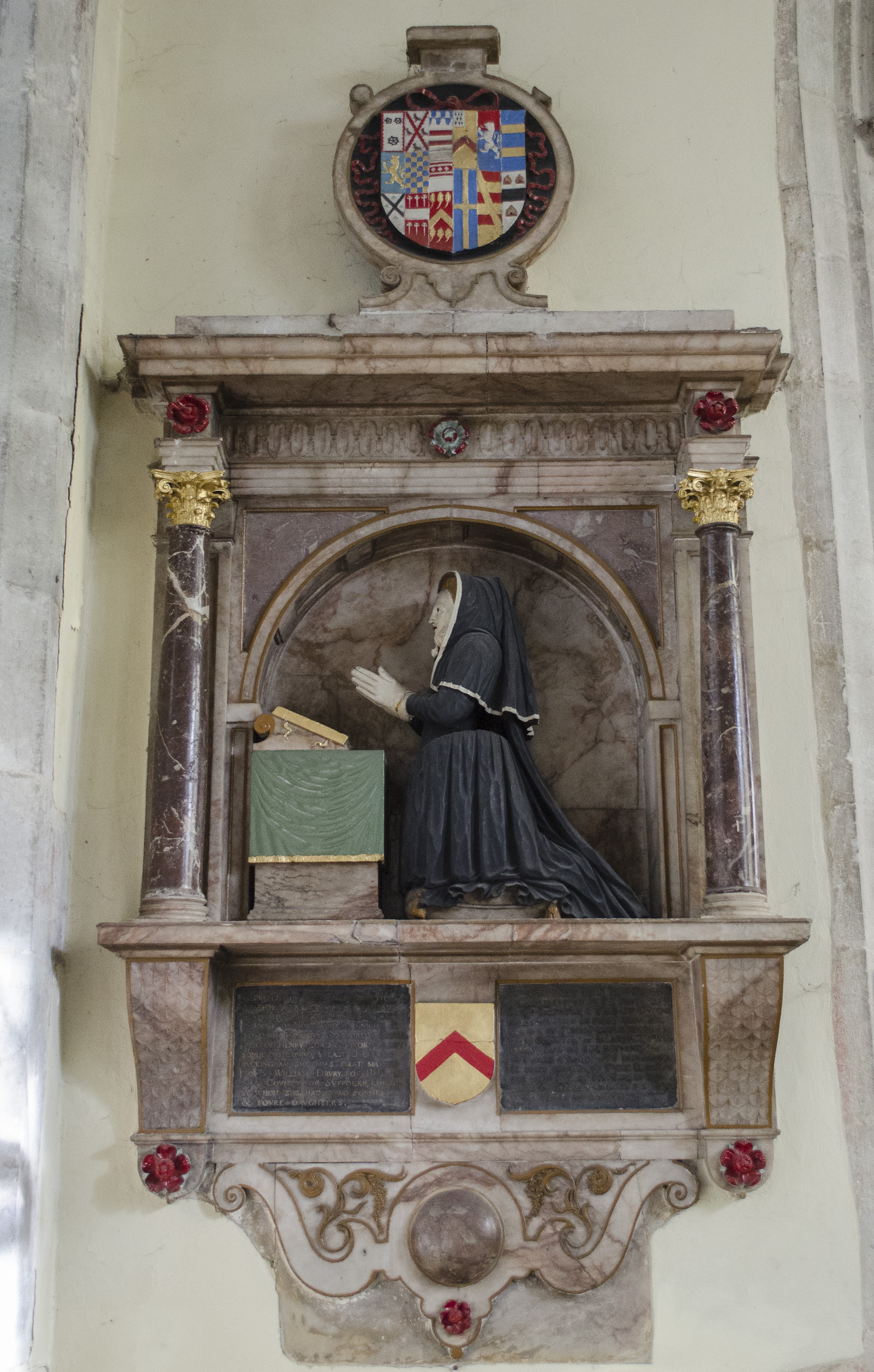

Elizabeth Stafford (1546 – 1599) è stata una dama di compagnia inglese.

## Biografia
Era figlia di Sir William Stafford di Chebsey e della seconda moglie Dorothy Stafford.
Suo padre era stato sposato in prime nozze con Maria Bolena, sorella della regina Anna e quindi zia della regina Elisabetta I d'Inghilterra. Sua madre invece vantava una discendenza dai Plantageneti essendo figlia di Margaret Pole, contessa di Salisbury.
Nel 1555, sotto il regno della cattolica Maria I d'Inghilterra, la protestante famiglia di Elizabeth dovette vivere in esilio a Ginevra per evitare la politica delle persecuzioni condotta dalla regina. A Ginevra gli Stafford si legarono a Giovanni Calvino, che battezzò il figlio minore, John.
Dopo la morte di suo padre nel 1565, la famiglia si trasferì a Basilea dove furono vicini a John Knox. Il ritorno in Inghilterra avvenne nel 1559 quando l'anno prima ascese al trono la protestante Elisabetta I.
La regina accolse a corte Dorothy ed Elizabeth che vennero a far parte della sua privy chamber il 28 novembre 1568.
Elizabeth venne data in sposa a Sir William Drury, figlio di Robert Drury e Audrey Rich, figlia di Richard Rich, I barone Rich e Lord cancelliere[20]. Dal matrimonio nacquero sei figli:
- Sir Robert Drury (1575–1615), che sposò Anne Bacon, figlia di Sir Nicholas Bacon;
- Charles Drury (?-Nieuwpoort, 1600);
- Frances Drury (13 giugno 1576–c.1637), che sposò prima Sir Nicholas Clifford di Bobbing e poi Sir William Wray, I baronetto di Glentworth;
- Elizabeth Drury (4 gennaio 1578-?) che sposò William Cecil, II conte di Exeter;
- Diana Drury (?-1631), che sposò Edward Cecil, I visconte Wimbledon;
- Susanna Drury (?-1607), morta nubile.

Nel 1578, durante un viaggio attraverso l'Anglia orientale, la regina soggiornò nel palazzo di Hawstead che il marito di Elizabeth, Sir William Drury, aveva recentemente ricostruito.
Nel 1587 Sir William Drury ricevette l'Exchequer in Essex, Hertfordshire e Middlesex, ma fuggì sul continente nel luglio di quello stesso anno essendo debitore di £5000.
Dal 1588, grazie all'influenza di Lord Willoughby, comandante delle forze inglesi nei Paesi Bassi, Drury fu nominato governatore di Bergen-op-Zoom nei Paesi Bassi ma venne sostituito da Thomas Morgan. Drury fu poi mandato in Francia come colonnello per esser d'ausilio al re Enrico IV. Ivi nacque un diverbio tra lui e Sir John Borough riguardo alla priorità delle loro posizioni. Nel duello che ne seguì Drury rimase ferito a una gamba e a una mano che andarono in gangrena e gli dovettero essere amputate. In seguito all'operazione morì e il suo corpo venne portato in Inghilterra per essere sepolto nella chiesa di Hawstead.
Dopo esser rimasta vedova dal primo marito, Elizabeth si risposò con Sir John Scott e continuò a servire la regina come Lady of the Bedchamber fino alla morte nel 1599.